# جون بيلي (سياسي أسترالي)
جون بيلي (بالإنجليزية: John Bailey)‏ هو سياسي أسترالي، ولد في 10 أغسطس 1954. حزبياً، نشط في حزب العمال الأسترالي. وقد انتخب عضو الجمعية التشريعية للإقليم الشمالي ‏.